# Camponotus sericeiventris
Camponotus sericeiventris är en myrart som först beskrevs av Guérin-Méneville 1838.  Camponotus sericeiventris ingår i släktet hästmyror, och familjen myror.

## Underarter
Arten delas in i följande underarter:
- C. s. holmgreni
- C. s. otoquensis
- C. s. pontifex
- C. s. rex
- C. s. satrapus
- C. s. sericeiventris

## Bildgalleri

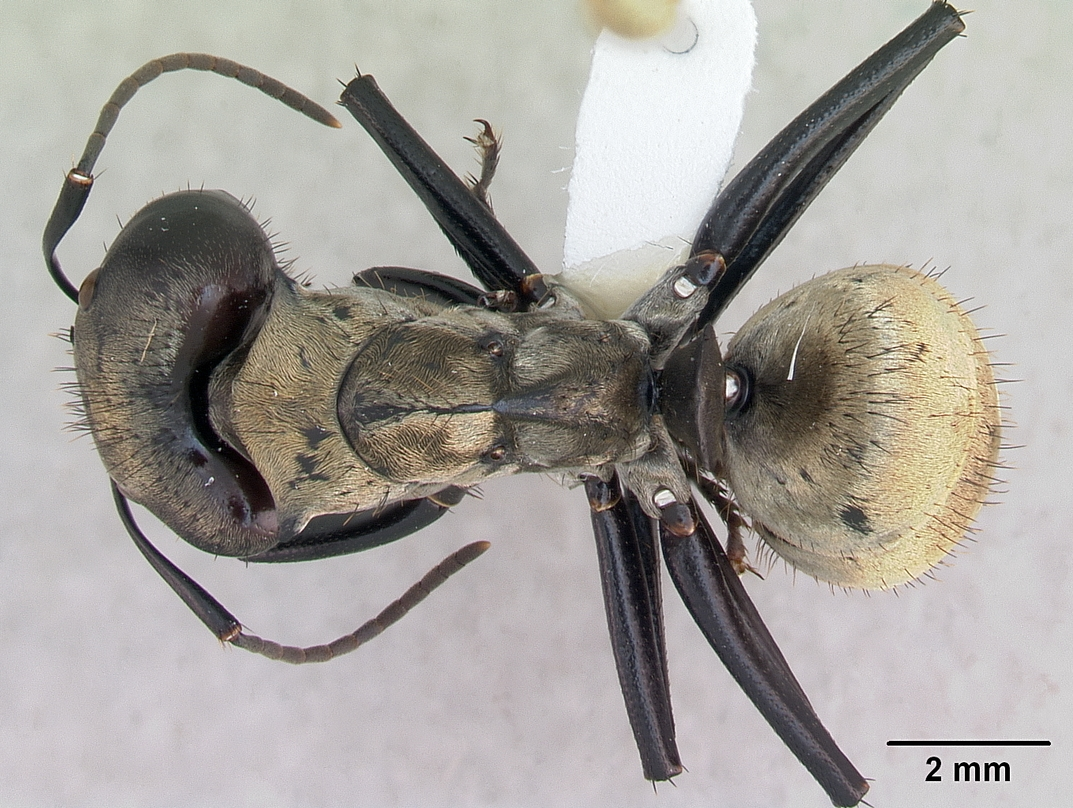
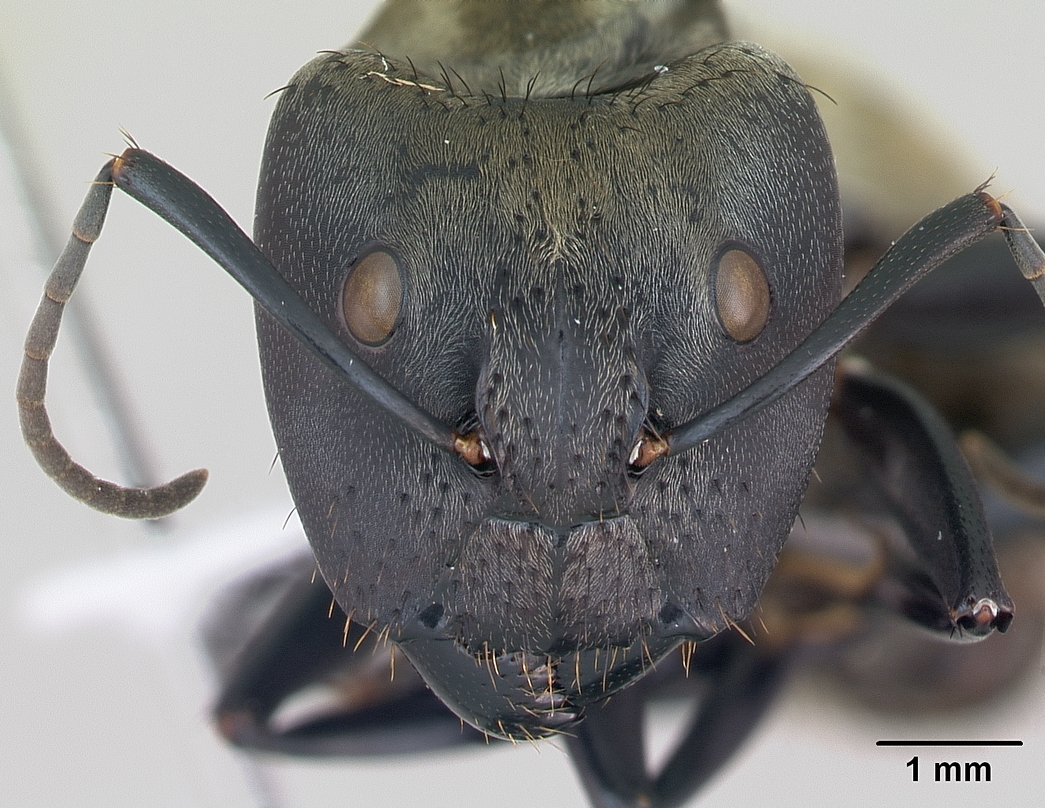
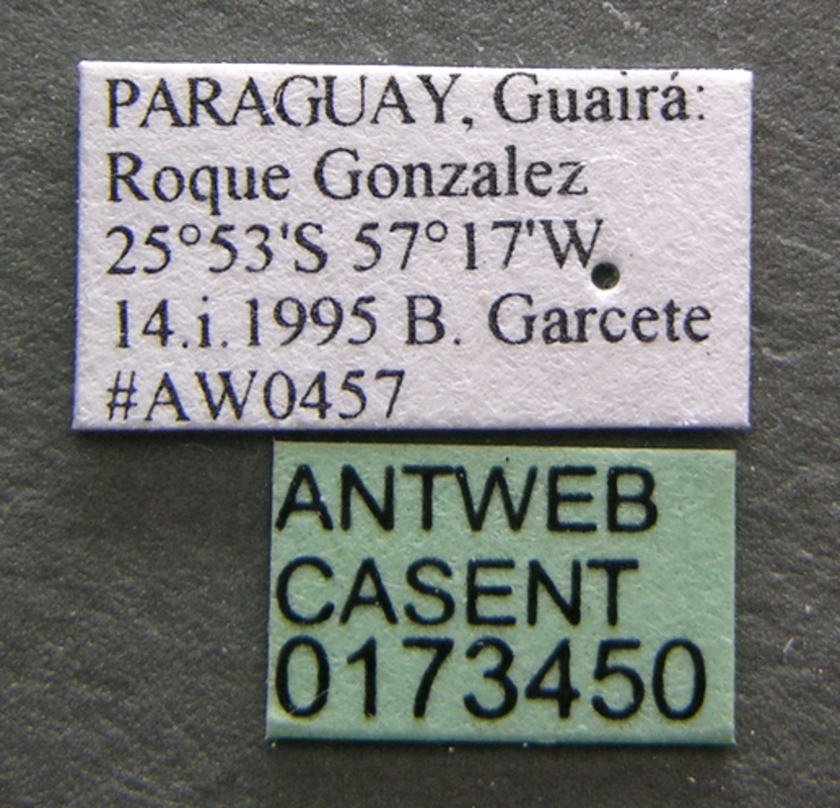
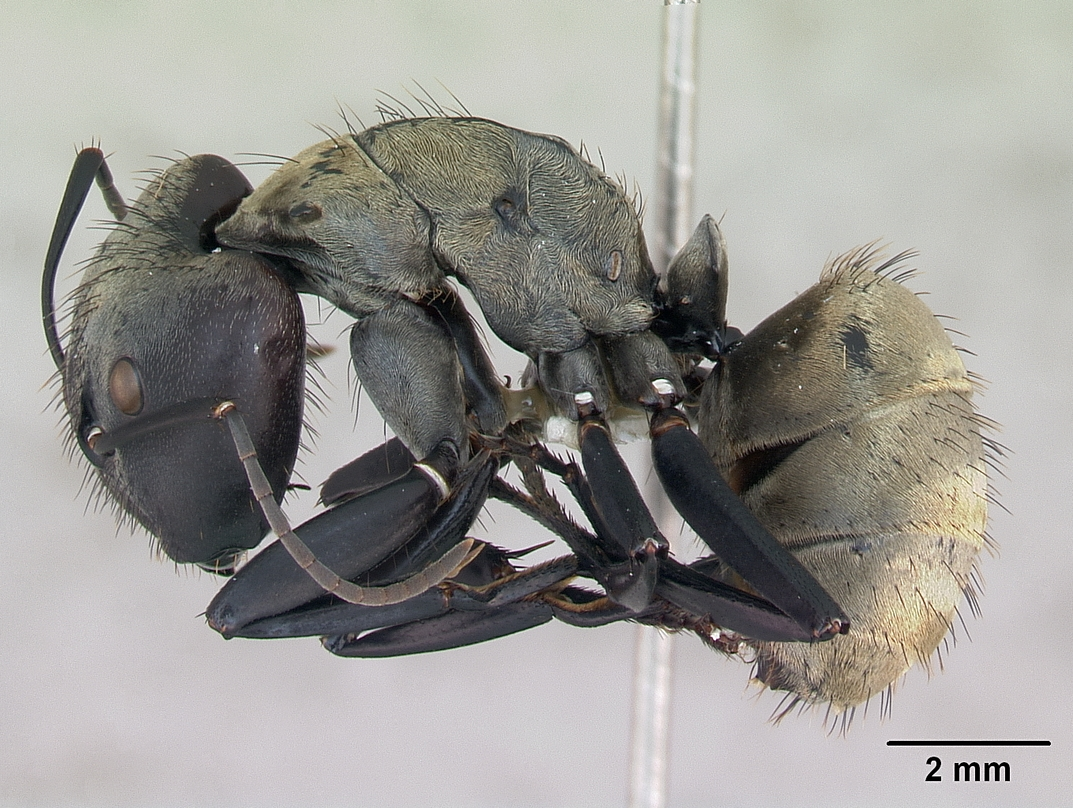